# František Domažlický
František Domažlický, född 13 maj 1913 i Prag, nuv. Tjeckien, död 29 oktober 1997 i Prag, Tjeckien, var en tjeckisk kompositör.
Under andra världskriget satt Domažlický i koncentrationslägret Theresienstadt. Han komponerade ett mindre antal verk under sin tid i fångenskap, bland annat "Song without words" för stråkkvartett (1942).
Domažlickýs tonspråk är rikt kromatiskt med fritt utvecklade melodier och en distinkt rytm.